# Michel Ardouin
Pour les articles homonymes, voir Ardouin.
Michel Ardouin, né le 13 décembre 1943 à Neuilly-sur-Seine et mort le 21 janvier 2014 à Paris 20e, est une figure du milieu du banditisme parisien des années 1970-1980, qui doit sa notoriété publique à son association avec Jacques Mesrine.

## Biographie

### Jeunesse
Michel Jean Pierre Ardouin naît le 13 décembre 1943 à Neuilly-sur-Seine dans une famille de la bourgeoisie industrielle, sa mère est la fille d'Auguste Barrat, producteur de champagne. Il choisit à quinze ans la vie de voyou. Il est rattrapé à dix-sept ans et demi par la maréchaussée qui le contraint à s'engager dans la Marine nationale. L'aventure est un échec. Il atterrit rapidement à la centrale interarmées disciplinaire de Mers el-Kébir[réf. nécessaire].

### Début dans le proxénétisme
À dix-huit ans, il commence ses activités de proxénète, à Toulon. En 1965, il assassine un autre proxénète, Henri le gitan, à la sortie d'un bar. En 1968, Michel Ardouin s'installe en Espagne. Il se fait une place dans le milieu de la prostitution à Barcelone en plaçant des prostituées à des endroits stratégiques de la ville.

### Proxénétisme:Latino Connexion
Durant son séjour barcelonais, il est recruté par la Latino Connexion dont il devient l’un des tueurs. Sa mission est d'aller récupérer les hommes qui partaient avec l'argent et supprimaient les recruteurs de passeurs arrêtés pour éviter que le réseau tout entier ne s'écroule.
Il franchit un palier supplémentaire dans la prostitution et le grand banditisme. Désormais c'est en Argentine et au Paraguay que Michel Ardouin « gère » ses affaires. Au cours d'une mission, sa compagne est tuée d'une balle dans la tête, au Paraguay, tandis qu'il reçoit neuf plombs de chevrotines, qui lui ouvrent le ventre sur 72 cm. Il passera une partie de sa vie à traquer les assassins de sa femme pour les tuer.

### Complice de Jacques Mesrine
Il doit sa notoriété dans les médias à sa complicité avec Jacques Mesrine, avec lequel il a braqué quatre-vingt-dix banques en dix-huit mois, de 1972 à 1973. Il a participé le 6 juin 1973 à l'évasion spectaculaire de Mesrine du tribunal de Compiègne en dissimulant une arme dans les toilettes. Malgré cela, il le considère au quotidien comme un « emmerdeur chronique » et imbu de sa personne. En 1990, il est arrêté pour une affaire de trafic de stupéfiants. En 1995, il est libéré de prison. Il commence alors une carrière d'écrivain, il écrit trois livres. En 1996, il vit à Levallois-Perret avec Marie Louise De Peretti et vit en exploitant des machines à sous clandestines. Activité pour laquelle il est condamné en 2007. Plus exactement, il est condamné pour corruption de fonctionnaire de police à 18 mois de prison dont douze mois ferme. En effet, un policier renseignait Ardouin sur les contrôles de police dans les bars soupçonnés d'abriter des machines à sous. Mais il est relaxé pour « association de malfaiteurs » dans le but d'ouvrir une maison de passe à Alicante. En 2003, il est interpellé pour détention d'armes illégales.
Lors d'une interview, en mai 2013, par le journal 20 Minutes, il se disait fatigué de vivre : « Je n'ai plus rien à raconter. Je suis usé ». Il était diminué physiquement du fait d'un alcoolisme chronique à raison des trois bouteilles de whisky par jour qu'il a bues durant des années et de trois paquets de cigarettes quotidiens. Il a en tout fait seize ans de prison en quatre fois et sept ans de cavales.
Michel Ardouin est un proxénète notoire qui a fait travailler vingt-huit filles dans sa vie, comme il l'avoue dans son livre Une vie de voyou.
Il est surnommé « Porte-avions » en raison de sa stature imposante (1,87 m et 120 kg) et de l'impressionnant arsenal d'armes de différents calibres qu'il portait en toutes occasions.
En 2013, la presse évoque l'hypothèse que Michel Ardouin ait été l'assassin de l'impresario et éditeur Gérard Lebovici.
Le mardi 21 janvier 2014, sa mort est annoncée par son éditeur La Manufacture des Livres et confirmée,.

## Notoriété
En 2008, dans son film sur la vie de Jacques Mesrine, L'Ennemi public no 1, Jean-François Richet confie le rôle de Michel Ardouin à Samuel Le Bihan.

## Publications
- Une vie de voyou, avec la collaboration de Jérôme Pierrat, Fayard, 2005, 345 p.
- Michel Ardouin, Mesrine, mon associé, La Manufacture de livres, Éditions du Toucan, 2008, 231 p., 14 × 23 (ISBN 2-81000-150-2 et 978-2-81000-150-7)
- Dernières nouvelles du Milieu, Manufacture du Livre, 2013, 198 p.